# Porșna, Pustomîtî
Porșna (în ucraineană Поршна) este localitatea de reședință a comunei Porșna din raionul Pustomîtî, regiunea Liov, Ucraina.

## Demografie
Componența lingvistică a localității Porșna
     Ucraineană (99,41%)
     Alte limbi (0,39%)
Conform recensământului din 2001, majoritatea populației localității Porșna era vorbitoare de ucraineană (99,41%), existând în minoritate și vorbitori de alte limbi.